# Раєвський Олександр Сергійович
Олекса́ндр Сергі́йович Рає́вський (нар. 23 січня (4 лютого) 1872, Харків — пом. 23 червня 1924, Москва) — радянський учений, конструктор паротягів.

## Біографічні дані
Син художниці Марії Дмитрівни Раєвської-Іванової та діяча народної освіти Сергія Олександровича Раєвського.
1895 закінчив Харківський технологічний інститут. Працював у технічному відділі служби руху Московсько-Курської залізниці.
Від 1900 — конструктор Харківського паровозобудівного заводу. Від 1910 у Петербурзі — конструктор Путіловського заводу. Одночасно (від 1920) професор Петроградського політехнічного інституту.

## Конструкторська діяльність
Розробив проект паровоза серії «М» та брав участь у конструюванні інших паровозів і першого в СССР тепловоза.